# Pixel 3a
Il Pixel 3a e il Pixel 3a XL sono smartphone Android della linea di prodotti Google Pixel. Sono stati presentati il 7 maggio 2019 al Google I/O, sette mesi dopo l'annuncio della linea Pixel 3. Google ha interrotto la produzione del Pixel 3a il 1º luglio 2020 e ha presentato il suo successore, il Pixel 4a, il 3 agosto 2020.